# سارا واینتر

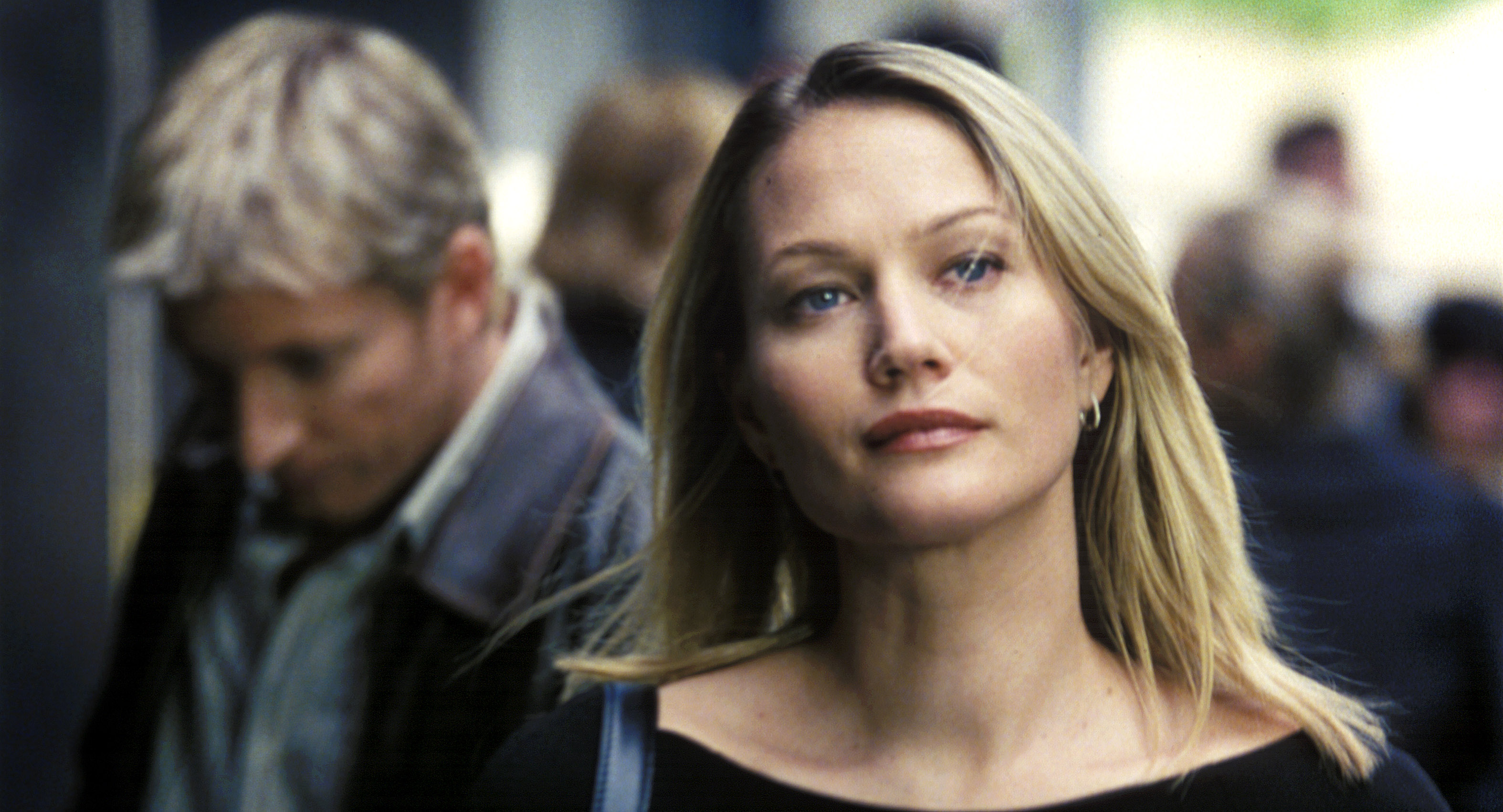
سارا واینتر (به انگلیسی: Sarah Wynter) هنرپیشه استرالیایی

سارا واینتر (به انگلیسی: Sarah Wynter) هنرپیشه استرالیایی است. او به خاطر بازی در نقش کیت وارنر در سریال ۲۴ و همچنین نقش بث والش در سریال ثروت بادآورده شناخته شده است. از دیگر کارهای او می‌توان به بازی در ادیسه آمریکایی اشاره کرد. او در فیلم ارواح گمشده و مولی بازی کرده‌است.

## زندگی شخصی
او در ۱۵ فوریه ۱۹۷۳ در نیوکاسل زاده شد. مادر او هلن واینتر کارمند قوه قضاییه و پدرش استوارت واینتر فیزیک‌دان است.